# Kalinow Most
Kalinow Most (ros. Калинов мост) – rosyjski zespół muzyczny grający muzykę z gatunków: rock, folk rock, art rock, blues rock, a w późniejszym okresie również rock chrześcijański. Grupa została założona w 1986 roku w Nowosybirsku przez Dmitrija Riewiakina.  
Nazwa zespołu jest nawiązaniem do słowiańskiego mitu o kalinowym moście, który stanowił przejście między światem żywych a umarłych. Teksty grupy w większości nawiązywały do słowiańskiej mitologii. W 2000 roku lider i autor tekstów Dmitrij Riewiakin podobno przeżył nowe narodzenie, przez co teksty zespołu zaczęły oscylować wokół tematyki chrześcijańskiej. 

## Skład zespołu[1]
- Dmitrij Riewiakin – wokal, gitary akustyczna i 12-strunowa, autor tekstów (1986–nadal)
- Wiktor Czapłygin – instrumenty perkusyjne, perkusja, wokal wspierający, sample (1986–nadal)
- Aleksandr „Anaksarog” Władykin – pianino, keyboard, bajan, aranżacje (1992–1996, 2001–2008, 2014–nadal)
- Andriej Basłyk – gitara basowa, wokal wspierający (2006–nadal)
- Dmitrij Płotnikow – gitara (2020–nadal)
- Witalij Prismotrow – dźwięk (2019–nadal)

## Dyskografia[3]

### Albumy studyjne
- Калинов мост (Kalinow most, bootleg, 1986)
- Выворотень (Wyworotień, 1991)

- Дарза (Darza, 1992)
- Узарень (Uzarień, 1993)
- Ливень (Liwień, 1994)
- Пояс Ульчи (Pojas Ulczi, 1994)
- Оружие (Orużyje, 1998)
- Руда (Ruda, 2001)
- SWA (2006)
- Ледяной походъ (Liedianoj pochod, 2007)
- Сердце (Sierdce, 2009)
- €$X@†O (Eschato, 2010)
- Золотое толокно (Zołotoje tołokno, 2012)
- Contra (2013)
- Циклон (Cykłon, 2015)
- Сезон овец (Siezon owiec, 2016)
- Даурия (Daurija, 2018)